# Viện Toán học Clay
Millennium Problems tại trang PlanetMath.org.
Viện Toán học Clay, (tiếng Anh: Clay Mathematics Institute, viết tắt là CMI) là một tổ chức không vụ lợi do Quỹ tư nhân lập ra ở Cambridge, Massachusetts, Hoa Kỳ. Viện cống hiến cho việc mở mang và phổ biến kiến thức toán học. Viện trao nhiều giải thưởng và tiền bảo trợ khác nhau cho các nhà toán học có triển vọng.
Viện được thành lập năm 1998 qua tầm nhìn xa trông rộng và sự hào phóng của doanh nhân Landon T. Clay ở Boston.
Nhà toán học Arthur Jaffe của Đại học Harvard là chủ tịch đầu tiên của viện.
Viện nổi tiếng về Các bài toán của Giải Thiên niên kỷ (Millennium Prize Problems), và cũng có nhiều hoạt động rộng rãi, trong đó có chương trình đào tạo hậu tiến sĩ (hàng năm có 10 nghiên cứu sinh được trợ cấp) và một khóa mùa hè hàng năm. Các hoạt động này được xuất bản chung với Hội Toán học Hoa Kỳ.

## Việc cai quản
Viện hoạt động theo cơ cấu tiêu chuẩn gồm một Ban Giám đốc, quyết định việc trao các giải thưởng và các đề nghị nghiên cứu, và một Ban cố vấn khoa học, giám sát và chấp thuận các quyết định của Ban Giám đốc.
Vào tháng 1 năm 2008, Ban Giám đốc gồm có các thành viên trong gia đình Clay (kể cả Landon Clay), trong khi Ban cố vấn khoa học gồm các người có thẩm quyền hàng đầu trong ngành toán học, tức Sir Andrew Wiles, Yum-Tong Siu, Richard Melrose, Gregory Margulis, James Carlson, và Simon Donaldson. James Carlson hiện là chủ tịch của viện.

## Các bài toán của Giải Thiên niên kỷ
Viện nổi tiếng về việc lập ra "Các bài toán của Giải Thiên niên kỷ" vào ngày 24.5.2000. Bảy bài toán này được viện coi là "các vấn đề cổ điển quan trọng chưa có giải đáp trong nhiều năm". Người đầu tiên giải được một trong 7 bài toán này sẽ được Viện thưởng 1 triệu dollar. Khi loan báo giải, Viện đã đưa ra sự so sánh với các bài toán của Hilbert, được đề nghị năm 1900, có tác động lớn lao tới toán học ở thế kỷ 20. Đa số các bài trong số 23 bài toán ban đầu của Hilbert đã được giải, chỉ còn một bài (giả thiết Riemann, làm thành công thức năm 1859) được dùng làm một trong 7 bài toán của Giải Thiên niên kỷ.
Mỗi bài toán, Viện có một nhà toán học chuyên môn viết ra một bản trình bày chính thức bài toán, bản này sẽ là tiêu chuẩn chính để so sánh với lời giải được đua ra. 7 bài toán là:
- P chống NP
- giả thuyết Hodge (Hodge conjecture)
- giả thuyết Poincaré – đã được Grigori Perelman giải.
- Giả thiết Riemann (The Riemann hypothesis)
- Yang-Mills existence and mass gap (sự tồn tại Yang-Mills và khoảng trống khối lượng ?)
- Navier-Stokes existence and smoothness (sự tồn tại Navier-Stokes và sự phẳng phiu, mượt mà ?)
- giả thuyết Birch và Swinnerton-Dyer (The Birch and Swinnerton-Dyer conjecture)

Một số nhà toán học tham gia vào việc chọn lựa và trình bày 7 bài toán này là Atiyah, Bombieri, Connes, Deligne, Fefferman, Milnor, Mumford, Wiles, và Witten.

## Các giải khác

### Giải Clay
Nhằm nhìn nhận các nghiên cứu đột phá chính trong toán học, hàng năm viện đều trao một giải gọi là Giải Clay. Cho tới nay các người đoạt giải là Manindra Agrawal, Manjul Bhargava, Alain Connes, Nils Dencker, Alex Eskin, Ben Green, Christopher Hacon, Richard Hamilton, Michael Harris, Laurent Lafforgue, Ngô Bảo Châu, Phạm Tuấn Huy, Gérard Laumon, James McKernan, Oded Schramm, Stanislav Smirnov, Terence Tao, Richard Taylor, Claire Voisin, Andrew Wiles và Edward Witten.

### Giải Olympiad
Viện cũng lập ra Giải Olympiad Clay dành cho giải pháp sáng tạo nhất cho một bài toán về Olympiad Toán học Hoa Kỳ.

## Các hoạt động khác
Bên cạnh "Giải các bài toán Thiên niên kỷ", Viện cũng trợ giúp cho Toán học thông qua việc thưởng các học bổng nghiên cứu (từ 2 tới 5 năm, nhắm vào các nhà toán học trẻ), cũng như các học bổng ngắn hạn cho các chương trình nghiên cứu cá nhân và viết sách. Ngoài ra viện cũng tổ chức nhiều khóa học mùa hè, các hội nghị, các cuộc hội thảo, các buổi diễn thuyết công cộng và các hoạt động xa hơn chủ yếu nhắm vào các nhà toán học trẻ (từ trình độ cao trung tới hậu tiến sĩ).